# Sofía Sakoráfa
Sofia Sakorafa (en grec : Σοφία Σακοράφα ; née le 29 avril 1957 à Trikala) est une athlète et femme politique grecque. Spécialiste du lancer de javelot, elle remporte les Jeux méditerranéens de 1979 ainsi que la médaille de bronze aux Championnats d'Europe de 1982 et aux Jeux méditerranéens de 1987.

## Carrière sportive
Sofia Sakorafa a commencé la compétition en athlétisme à l'âge de quinze ans comme membre du Trikala Club de gymnastique. Poussée par son antagonisme avec Ánna Veroúli, elle a battu 17 fois le record grec du lancer du javelot. Âgé de 19 ans elle a participé aux Jeux olympiques d'été de 1976 puis à ceux 1980.
Le 26 septembre 1982, à La Canée, Sofia Sakorafa établit un nouveau record du monde du lancer du javelot avec 74,20 m, améliorant de 20 cm l'ancienne meilleure marque mondiale réalisée quelques semaines plus tôt par la Finlandaise Tiina Lillak.

### Palmarès
- Jeux méditerranéens de 1979 médaille d'or
- Championnats d'Europe de 1982 médaille de bronze
- Jeux méditerranéens de 1987 médaille de bronze

### Records
| Épreuve           | Performance | Lieu     | Date              |
| ----------------- | ----------- | -------- | ----------------- |
| Lancer du javelot | 74,20 m     | La Canée | 26 septembre 1982 |

## Carrière politique
Après sa retraite sportive elle s'engage en politique et est élue dans les conseils municipaux d'Athènes et de Maroússi. Elle devient ensuite, lors des élections législatives de 2007, députée au Parlement grec sous la bannière du PASOK. Elle est la première membre du PASOK à se rebeller et est expulsée à la suite de son vote contre le premier plan d’ajustement. « Je ne pouvais pas rester au sein d’un parti qui a viré à droite et a appliqué une politique néolibérale qui rompt avec sa tradition et son programme ».
Le 6 mai 2012 elle est élue dans la coalition de gauche radicale SYRIZA et est la parlementaire qui a obtenu le plus grand nombre de suffrages.
Lors des élections européennes de 2014 elle est élue au Parlement européen, où elle siège au sein de la GUE/NGL. Elle quitte SYRIZA en septembre 2015, siégeant comme indépendante jusqu'à son ralliement à DiEM25 en décembre 2018.